# NGC 2646
NGC 2646 é uma galáxia lenticular (SB0) localizada na direcção da constelação de Camelopardalis. Possui uma declinação de +73° 27' 46" e uma ascensão recta de 8 horas, 50 minutos e 21,8 segundos.
A galáxia NGC 2646 foi descoberta em 27 de Julho de 1883 por Ernst Wilhelm Leberecht Tempel.